# Molang
Molang (moʊlæŋ) è una serie animata franco-coreana iniziata nel 2016.

## Trama
Il coniglio Molang e il pulcino Piu Piu sono due inseparabili amici che vivono insieme e quotidianamente affrontano avventure anche spericolate, ma sempre condite da allegria e con tante risate. Molang è pasticcione ma risoluto e riesce sempre a tirar fuori dalle situazioni più complicate il timido (e a volte isterico) Piu Piu, verso il quale è molto protettivo. Il tutto si risolve, ogni volta, con fragorose risate o affettuosi abbracci.

## Episodi
| Stagione         | Episodi | Prima TV Francia | Prima TV Italia |
| ---------------- | ------- | ---------------- | --------------- |
| Prima stagione   | 52      | 2015             | 2017            |
| Seconda stagione | 52      | 2016             | 2018            |
| Terza stagione   | 52      | 2017             | 2019            |
| Quarta stagione  | 52      | 2018             | 2020            |
| Specials         | 9       |                  |                 |

## Personaggi

### Protagonisti
- Molang: è un coniglio bianco paffuto, è il migliore amico di Piu Piu. È molto entusiasta e giocoso.
- Piu Piu: è un pulcino giallo, migliore amico di Molang. È timido, discreto ed emotivo.

## Versioni internazionali
| Paese       | Canale/i               | Titolo |
| ----------- | ---------------------- | ------ |
| Regno Unito | Cartoonito Tiny Pop    | Molang |
| Francia     | Canal+ Family          | Molang |
| Italia      | Rai Yoyo               | Molang |
| Stati Uniti | Disney Junior          | Molang |
| Catalogna   | Super3                 | Mölang |
| Spagna      | Cartoonito Filmin Clan | Molang |
| Brasile     | TV Cultura             | Molang |
| Ucraina     | NIKI Junior            | Моланг |
| Mondo       | Netflix                | Molang |